# Château du Bois-Rignoux
Le château du Bois-Rignoux est un château situé sur la commune de Vigneux-de-Bretagne (bourg de La Pâquelais) dans le département de la Loire-Atlantique.

## Historique
Le domaine est la propriété en 1850 de Théophile Ceineray, notaire à Nantes et maire de Vigneux-de-Bretagne. Petit-fils de l'architecte Jean-Baptiste Ceineray, il épouse la nièce de Mathurin Crucy.
En 1870, M. Cossé, industriel raffineur de sucre à Nantes, associé de Cossé-Duval, fait construire le château actuel et sa chapelle attenante sur trente hectares de bois et prairies agrémentées de deux étangs, qu'il avait hérité de son beau-père Théophile Ceineray.
Durant la seconde moitié des années 30, le domaine est racheté par M. et Mme Emilien Egonneau, négociant en porc qui le vendent par la suite, en 1962, à la Caisse primaire d'assurance maladie de Nantes.
En 2013, le château est vendu par la Caisse primaire d'assurance maladie.

## Description
Le château se compose au rez-de-chaussée de part et d'autre d'une grande galerie ouvrant sur le parc : d'un grand salon d'un côté et d'une vaste salle à manger de l'autre, ainsi que d'un vestibule, d'un bureau et d'une chapelle dans le prolongement de la salle à manger, possédant un magnifique plafond peint. A l'étage se trouve une succession de chambres.